# University City (Missouri)
Pour les articles homonymes, voir University City.
University City est une ville du Missouri, dans le comté de Saint-Louis. 